# The Spaceship Company
The Spaceship Company (TSC) è un produttore di veicoli spaziali britannico-statunitense fondata da Burt Rutan e Richard Branson nel 2005 ed era di proprietà congiunta di Virgin Group (70%) e Scaled Composites (30%) fino al 2012 quando Virgin Galactic divenne l'unico proprietario.
TSC fu creata per ottenere la tecnologia di Scaled per il programma Virgin SpaceShip di Virgin Galactic, tra cui lo sviluppo di tecnologie per il Rientro atmosferico il motore RocketMotorTwo, in licenza da Paul Allen e la Mojave Aerospace Ventures di Burt Rutan. L'azienda produce i veicoli spaziali per Virgin Galactic e li vende per altre imprese. 
Il sistema di lancio suborbitale offerto include il veicolo spaziale SpaceShipTwo e l'aereo-vettore White Knight Two.

## Storia
Nel 2016, è stato annunciato che TSC, Virgin Galactic, e Virgin Group, avrebbero collaborato con Boom Technology per sviluppare un jet passeggeri transoceanico supersonico.
Nel 2018 l'accordo siglato tra SITAEL e Virgin Galactic prevede che un veicolo spaziale di  The Spaceship Company verrà costruito con il contributo tecnologico della prima e verrà assemblato in Puglia per poi essere utilizzato nel futuro spazioporto di Grottaglie.